# プリモツ・グリハ
プリモツ・グリハ（スロベニア語: Primož Gliha、1967年10月8日 - ）は、スロベニアの元サッカー選手、サッカー指導者。元スロベニア代表。選手時代のポジションはFW。

## クラブ歴
オリンピア・リュブリャナの下部組織出身で1986年にトップチームに昇格した。その後、NKディナモ・ザグレブに移籍。
1992年に横浜フリューゲルスに移籍したが、出場は無く退団した。
その後はスロベニア国内やイスラエルのクラブなどを転々とした。2005年にNKリュブリャナで引退した。

## 代表歴
1992年6月3日に行われたエストニア代表との親善試合にスターティングメンバーとして出場し代表初出場。1994年2月8日のジョージア代表戦で代表初得点を記録した。1998 FIFAワールドカップ・予選のクロアチア代表戦ではハットトリックを決めて試合を引分に持ち込んだ。1998年10月14日のラトビア代表戦が代表最後の出場となった。

## 監督歴
2005年にベジグラドの初代監督に就任し指導者としての道を歩み始めた。
2014年にスロベニアU-19代表の監督になると、翌年からU-21代表の監督となり2020年まで率いた。
2021年2月22日にコソボ代表のコーチに就任。同年10月19日、ベルナール・シャランドゥ監督解任に伴って暫定監督に就任した。11月5日のヨルダン代表との親善試合が初陣となり、その後2022 FIFAワールドカップ・ヨーロッパ予選グループB・ギリシャ代表戦でも指揮を執ったが1分1敗に終わった。

## 個人
1987年から1988年にかけてユーゴスラビア軍に従軍しており、この時に現在のコソボにあるスラティナ空軍基地に居た経験がある。
息子のエリク・グリハもサッカー選手である。

## 個人成績
| 国内大会個人成績 | 国内大会個人成績 | 国内大会個人成績 | 国内大会個人成績 | 国内大会個人成績 | 国内大会個人成績 | 国内大会個人成績 | 国内大会個人成績 | 国内大会個人成績 | 国内大会個人成績 | 国内大会個人成績 | 国内大会個人成績 |
| 年度             | クラブ           | 背番号           | リーグ           | リーグ戦         | リーグ戦         | リーグ杯         | リーグ杯         | オープン杯       | オープン杯       | 期間通算         | 期間通算         |
| 年度             | クラブ           | 背番号           | リーグ           | 出場             | 得点             | 出場             | 得点             | 出場             | 得点             | 出場             | 得点             |
| 日本             | 日本             | 日本             | 日本             | リーグ戦         | リーグ戦         | リーグ杯         | リーグ杯         | 天皇杯           | 天皇杯           | 期間通算         | 期間通算         |
| ---------------- | ---------------- | ---------------- | ---------------- | ---------------- | ---------------- | ---------------- | ---------------- | ---------------- | ---------------- | ---------------- | ---------------- |
| 1992             | 横浜F            | -                | J                | -                | -                | 0                | 0                |                  |                  |                  |                  |
| 通算             | 日本             | 日本             | J                | 0                | 0                | 0                | 0                |                  |                  |                  |                  |
| 総通算           | 総通算           | 総通算           | 総通算           | 0                | 0                | 0                | 0                |                  |                  |                  |                  |

## 代表歴

### 試合数
- 国際Aマッチ 29試合 10得点（1991年-1998年）[11]

| スロベニア代表 | 国際Aマッチ | 国際Aマッチ |
| 年             | 出場        | 得点        |
| -------------- | ----------- | ----------- |
| 1991           | 1           | 0           |
| 1992           | 1           | 0           |
| 1993           | 1           | 0           |
| 1994           | 8           | 2           |
| 1995           | 7           | 3           |
| 1996           | 4           | 1           |
| 1997           | 6           | 4           |
| 1998           | 1           | 0           |
| 通算           | 29          | 10          |